# 1671

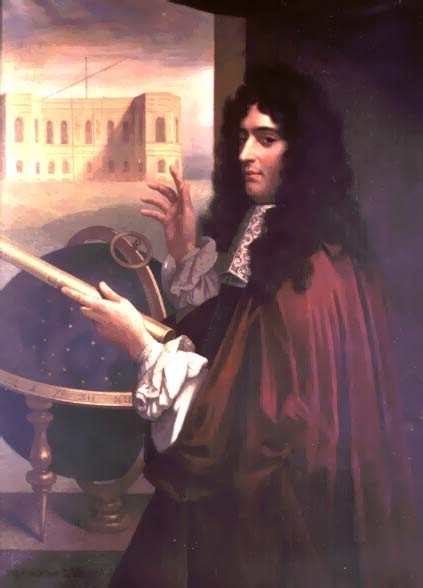
Giovanni Domenico Cassini (1625-1712), matemático e astrónomo italiano, director do Observatório astronómico de Paris de 1671 a 1712.

- Wikisource

| Calendário gregoriano                                                        | 1671 MDCLXXI                        |
| Ab urbe condita                                                              | 2424                                |
| Calendário arménio                                                           | 1120 – 1121                         |
| Calendário bahá'í                                                            | -173 – -172                         |
| Calendário budista                                                           | 2215                                |
| Calendário chinês                                                            | 4367 – 4368 Início a 9 de fevereiro |
| Calendário copta                                                             | 1387 – 1388                         |
| Calendário etíope                                                            | 1663 – 1664                         |
| Calendários hindus - Vikram Samvat - Calendário nacional indiano - Cáli Iuga | 1726 – 1727 1592 – 1593 4771 – 4772 |
| Calendário Holoceno                                                          | 11671                               |
| Calendário islâmico                                                          | 1082 – 1083                         |
| Calendário judaico                                                           | 5431 – 5432                         |
| Calendário persa                                                             | 1049 – 1050                         |
| Calendário rúnico                                                            | 1921                                |
| Calendário solar tailandês                                                   | 2214                                |

1671 (MDCLXXI, na numeração romana)  foi um ano comum do século XVII do actual Calendário Gregoriano, da Era de Cristo, e a sua letra dominical foi D (53 semanas), teve início a uma quinta-feira e terminou também a uma quinta-feira.
| Ano completo                        |
| ----------------------------------- |
| Ano comum com início à quinta-feira |

## Eventos
- 12 de abril - Canonização de São Filipe Benício pelo Papa Clemente X.
- 25 de outubro- Giovanni Domenico Cassini descobre Jápeto, satélite de Saturno.

## Nascimentos
- Robert Roy MacGregor - jacobita e herói popular escocês (m. 1734).
- Manuel Alonso Pérez de Guzmán y Pimentel - Conde de Niebla, Duque de Medina-Sidónia e Marquês de Cazaza (m. 1721).

## Mortes
- 2 de junho - Leonor da Saxônia, condessa de Hesse-Darmstadt e duquesa da Saxônia (n. 1609).
- António Ferreira - executado no dia 23 de novembro pela inquisição, descrito na história do Padrão do Senhor Roubado.